# Askebacken med Lyby stubbskottsäng
Askebacken med Lyby stubbskottäng är ett naturreservat i Hörby kommun på nordsluttningen ned från Lyby mot Osbyholm.
Reservatet består i väster av en ädellövskog som är resterna av en igenväxt stubbskottäng. Den mellersta delen av reservatet består av en slåtteräng och en cirka 2 hektar stor stubbskottäng som är under rekonstruktion. Ängen och stubbskottängen är, förutom markerade stigar, förbjudna att beträda under tiden från 1 april till och med det att slåttern är avslutad. I den östra delen finns det öppna betesmarker samt en nyanlagd våtmark med damm.

## Flora och fauna
I ädellövskogen finns det alm, ask, björk, ek, hassel och lind.  Som spår av att området har varit en stubbskottäng är många av träden flerstammiga. På marken växer det rikligt av örter såsom aklejruta, blåsippa, lungört, skogsbingel, ormbär, ramslök, skånsk nunneört och Sankt Pers nycklar.  Det finns även den mindre vanliga fällmossan och flera sällsynta arter av lavar.
På ängsmarkerna växer bland annat gullviva, smörbollar, ängsskära, slankstarr och den sällsynta kärrnävan.

## Stubbskottäng
Stubbskottäng var ett förr vanligt förekommande, men numera försvunnet, markslag främst i mellanskåne. Stubbskottängen bestod av öppna ängsytor med grupper av lågskog av exempelvis hassel. Lågskogen höggs då och då (jämför skottskog) ner till markytan och klenvirket användes bland annat till korgar, räfspinnar och stängsel. På slåtterängarna kring den glesa lågskogen skördades hö varje sommar. Bruket av Lyby stubskottäng upphörde på 1800-talet.

## Vägbeskrivning
Från E22 svänger man söderut i Fogdarp mot Lyby. På vägen till naturreservatet passerar man efter cirka 1,5 km Sextorp där vägen tar en omväg runt herrgården. Efter ytterligare cirka 2,5 km svänger man till vänster (strax före kraftledningarna) in på en liten grusväg som leder till en mindre parkeringsplats vid naturreservatet.

Från riksväg 13 tar man av västerut utanför Hörby mot Lyby. När man kommit till Lyby svänger man till höger mot Fogdarp (cirka 100 m väster om Lyby kyrka). Efter cirka 1 km (strax efter kraftledningarna) svänger man av norrut (till höger) in på en liten grusväg som leder till naturreservatet.